# Runarščica
Runarščica je potok, ki izvira v bližini naselja Runarsko na Blokah. Runarščica se vzhodno od naselja Volčje združi z Blatnim potokom, dalje tečeta pod imenom Bloščica, ki na zahodnem delu planote ponikne in se ponovno pojavi v pritokih Cerkniškega jezera.